# Jean Balas
Pour les articles homonymes, voir Balas.
Jean Balas, né le 9 juin 1881 dans le 10e arrondissement de Paris et mort le 2 mai 1971 au Vésinet (Yvelines), est un entrepreneur de couverture et plomberie et responsable syndical français du XXe siècle.

## Biographie

### Famille
Jean François Balas naît le 9 juin 1881 dans le 10e arrondissement de Paris.
Il est le fils de Gustave Balas (1846-1908), entrepreneur en bâtiment, et de Madeleine Le Breton (1860-1942), qui résident à Paris.
La famille Balas est originaire d'Auch (Gers) puis de Figeac (Lot). Il a un frère, Maurice Balas (1884-1946).

### Jeunesse
Après son service militaire au 67e régiment d'infanterie à Soissons de 1902 à 1903, Jean Balas se forme à HEC (promotion 1905) en même temps que son frère Maurice,.
En 1906 il intègre la société familiale G. Balas & Cie de travaux publics et particuliers (couverture, plomberie, distribution et assainissement des eaux), co-dirigée par son père depuis 1878, située boulevard de Magenta dans le 10e arrondissement de Paris,.
Après le décès soudain de son père en 1908, jeune et peu expérimenté, il reprend la direction de l'entreprise familiale, en s'associant provisoirement avec Édouard Barbas ; la société prend ainsi le nom E. Barbas et Balas en 1909. Elle est renommée Balas-Mahey & Cie en 1913 lorsque Charles Mahey s'y associe et déménage au 21 rue du Château-Landon,.

### Première Guerre mondiale
Mobilisé le 3 août 1914 comme lieutenant au 328e régiment d'infanterie (Abbeville), Jean Balas participe à la retraite de la Marne à Meix-devant-Virton et dans la Meuse (fin août 1914), à la bataille de la Marne (du 10 au 12 septembre 1914), et combat en Argonne (du 15 au 26 septembre 1914), où il est blessé par éclat d'obus (schrapnel) le 26 septembre 1914 au bois d'Hauzy,.
Après sa convalescence et une affectation à l'intérieur, pendant laquelle il peut réorganiser son entreprise pour faire face à la guerre, il rejoint au front le 33e régiment d'infanterie le 13 mars 1916 et est engagé avec son unité dans la bataille de la Somme (septembre 1916).
Promu capitaine le 27 janvier 1917 et affecté au bataillon d'instruction du génie de la 8e armée, il prend part à la bataille de l'Aisne (avril 1917) et à l'attaque des Flandres (juillet-août 1917).
Fin 1917 il est transféré à la compagnie 9/12 du 6e régiment du génie, et participe à la conquête du bois Sénécat (avril 1918). Intoxiqué par gaz le 22 mai 1918 à Ailly-sur-Noye dans la Somme, il est évacué puis soigné. Après l'armistice, il est affecté à la compagnie 15/4 du 7e régiment du génie à l'intérieur, avant d'être démobilisé en février 1919.
Son comportement au feu lui vaut la croix de guerre et la croix de chevalier de la Légion d'honneur,,.

### Après-guerre
Rendu à la vie civile, il poursuit le développement de sa société. Cette dernière joue un rôle essentiel dans la reconstruction des régions dévastées par la guerre.
En parallèle, Jean Balas exerce des responsabilités dans les organisations syndicales patronales :
- président de l'Union des patrons installateurs sanitaires et couvreurs de France à compter de 1914[11],[12],[13],[1].
- premier vice-président du Groupe des chambres syndicales du bâtiment à compter de 1930[14],[1].
- membre fondateur de la Société pour le développement des institutions sociales dans les entreprises[7].
- membre du conseil de la Chambre syndicale des entrepreneurs de couverture et plomberie à compter de 1913[1], puis vice-président de 1932 à 1934[15],[16],[17],[18], et enfin président de 1935 à 1945[19],[20],[21],[12],[14],[22],[23],[13],[24],[1],[25],[26]. A ce titre, pendant la Seconde Guerre mondiale il défend courageusement son secteur d'activité face aux restrictions et réquisitions de l'occupant allemand[25].

En 1946 son fils Philippe reprend la direction de l'entreprise familiale Balas-Mahey & Cie (qui deviendra en 2003 le groupe Balas),.
Il meurt le 2 mai 1971 au Vésinet (Yvelines) où il réside. Il est inhumé au cimetière de Montmartre.

## Vie privée
Jean Balas se marie le 18 décembre 1909 dans le 10e arrondissement de Paris avec Andrée Limozin (1886-1981), peintre pastelliste.
De cette union sont issus quatre enfants, qui ont chacun donné une postérité, :
- Nicole Balas (1911-2015), épouse Billaudot ;
- Jeannine Balas (1912-2000), épouse de Cagny ;
- Anne-Marie Balas (1918-2019)[28], épouse Giret ;
- Philippe Balas (1921-2017), époux Portier.

## Distinctions
- Officier de la Légion d'honneur à titre civil (décret du 31 octobre 1938), décoration remise le 19 décembre 1938 par Lucien Lassalle, président de la Fédération du bâtiment ; chevalier à titre militaire par décret du 16 juin 1920[8],[1] ;
- Croix de guerre 1914–1918, palme de bronze (une citation à l'ordre de l'armée du 26 septembre 1914 : « Blessé, a déployé la plus grande activité et la plus grande énergie dans la reprise d’un point d’appui enlevé aux Allemands »)[8] ;
- Insigne des blessés militaires (2 blessures de guerre : le 26 septembre 1914 au bois d'Hauzy en Argonne et le 22 mai 1918 à Ailly-sur-Noye dans la Somme[8]) ;
- Croix du combattant ;
- Médaille interalliée de la Victoire[8] ;
- Médaille commémorative de la guerre 1914–1918 ;
- Officier du Mérite commercial (1956)[8].